# Tijuana (serie televisiva)
Tijuana è una serie televisiva messicana del 2019.

## Trama
Un candidato politico viene ucciso da una serie di misteriosi cospirazioni. Un gruppo di giornalisti della testata Frente indagano sugli omicidi sia dei giornalisti in passato sia del candidato.

## Episodi
| N° | Titolo originale | Titolo italiano                              | Pubblicazione originale | Pubblicazione Italia |
| -- | ---------------- | -------------------------------------------- | ----------------------- | -------------------- |
| 1  |                  | Il candidato                                 | 2019                    | 2019                 |
| 2  |                  | Il funerale                                  | 2019                    | 2019                 |
| 3  |                  | Santi e peccatori                            | 2019                    | 2019                 |
| 4  |                  | Costine alla Mueller                         | 2019                    | 2019                 |
| 5  |                  | Senza la carta non esistiamo                 | 2019                    | 2019                 |
| 6  |                  | Ci sono persone con cui non si può scherzare | 2019                    | 2019                 |
| 7  |                  | Conseguenze                                  | 2019                    | 2019                 |
| 8  |                  | Non ci faremo intimorire                     | 2019                    | 2019                 |
| 9  |                  | Il cammino del giornalista                   | 2019                    | 2019                 |
| 10 |                  | La fotografia                                | 2019                    | 2019                 |
| 11 |                  | L'unica costante è il cambiamento            | 2019                    | 2019                 |